# Jiangxi
Jiangxi (chinesisch 江西, Pinyin Jiāngxīⓘ), auch Kiangsi, ist eine Provinz der Volksrepublik China. Sie befindet sich südlich des Jangtsekiang. Die Provinz hat 45.188.635 Einwohner (Stand: Zensus 2020).

## Geographie

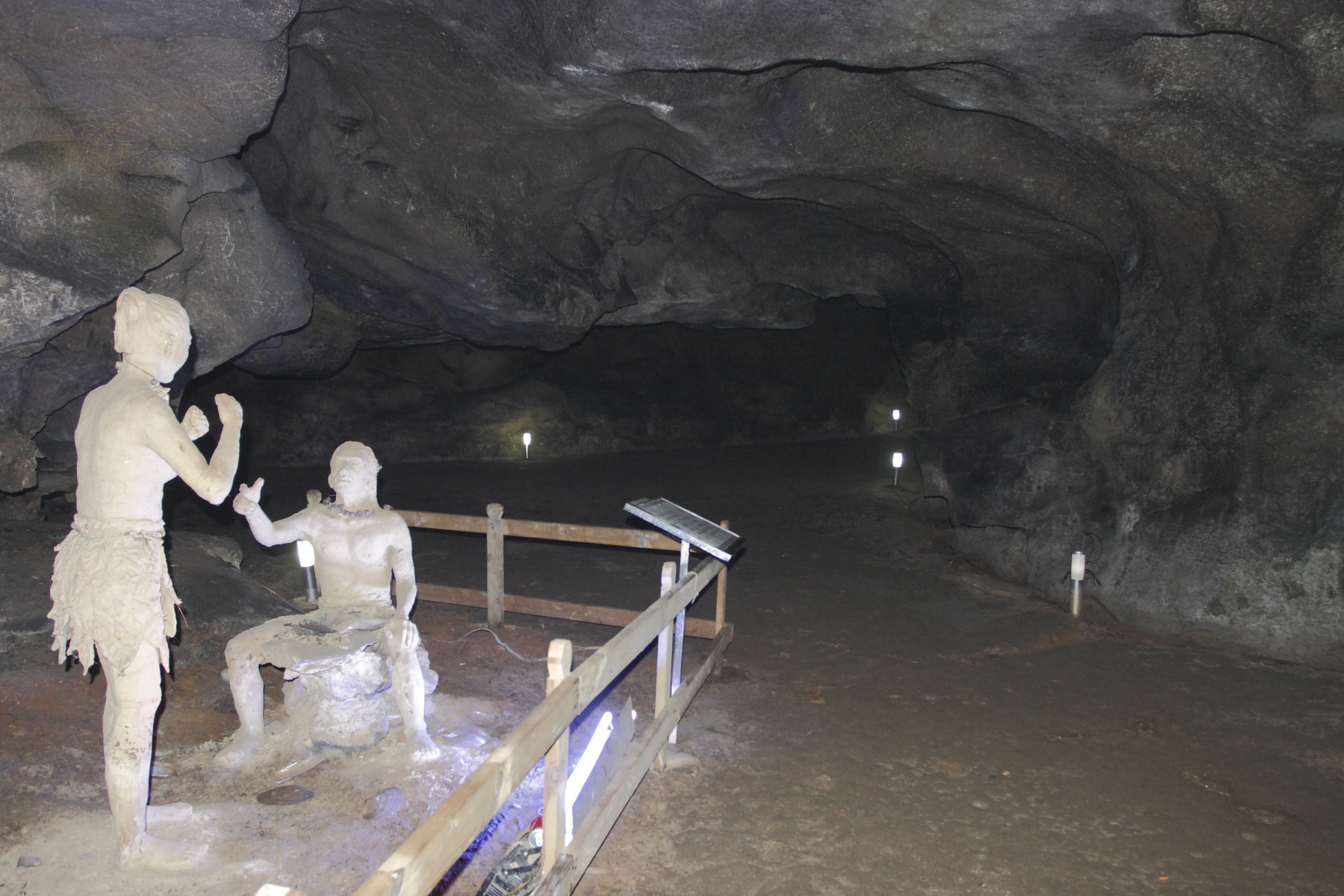
Höhle von Xianrendong mit Modellen früher Besiedelung vor 20.000 Jahren

Jiangxi ist eine Binnenprovinz und grenzt im Norden an Hubei und Anhui. Im Osten liegen Zhejiang und Fujian. Im Süden grenzt Jiangxi an Guangdong, im Westen an Hunan.
Bedeutende Teile der Provinz sind Süßwasserflächen, darunter der Poyang-See, der größte Süßwassersee Chinas. Seine Fläche von 3.600 km² kann sich bei Hochwasser auf 4.700 km² ausdehnen. Der wichtigste Fluss ist der 751 Kilometer lange Gan-Fluss (赣江), der der Provinz ihre Abkürzung gegeben hat. Er durchschneidet Jiangxi von Süden nach Norden, wo er in den Poyang-See mündet. Weitere kleinere Flüsse, wie der Fuhe (撫河,  Fŭhé), Xinjiang (信江,  Xìnjiāng), Pojiang (鄱江,  Pójiāng) und Xiushui (修水,  Xiūshuĭ) münden ebenfalls in den Poyang-See. Der See entwässert seinerseits in den Jangtsekiang, der die Provinz nur an ihrer Nordgrenze berührt.
Die Oberflächengestalt ist eben im Norden. In Richtung Süden steigt das Land an, es bildet hier das Tal des Gan-Flusses. Im Osten, Süden und Westen ist das Territorium der Provinz von Bergen umgeben. Im Osten grenzen Wuyi Shan und Huaiyu Shan Jiangxi von Fujian ab. Im Westen liegen das Mufu-Gebirge, das Jiuling-Gebirge und das Luoxiao-Gebirge; in letzterem befindet sich mit dem Jinggangshan ein bedeutendes Rückzugsgebiet der Kommunisten während des Bürgerkrieges. Östlich der Stadt Pingxiang befindet sich der 2301 m hohe Wugong Shan. Der südliche Teil Jiangxis ist generell bergig, hier befinden sich das Jiulian-Gebirge und das Dayu-Gebirge.
Wichtige Städte neben der Hauptstadt Nanchang sind Jiujiang, Jingdezhen, Ji’an, Ganzhou und Pingxiang.
Das Klima von Jiangxi ist feucht und subtropisch. Die Januartemperaturen liegen im Durchschnitt zwischen 3 °C und 9 °C, während die durchschnittlichen Julitemperaturen zwischen 27 °C und 31 °C liegen. Die Provinzhauptstadt Nanchang gehört zu den heißesten Städten in China. Der jährliche Niederschlag mit 1200 bis 1900 mm relativ hoch, davon fällt das meiste zwischen April und Juli. Der Nordosten gehört zu den feuchtesten Gebieten der Provinz.

## Geschichte
Südostchina wurde bereits vor einer Million Jahren vom Homo erectus und seit mindestens 80.000 Jahren von neuzeitlichen Menschen besiedelt. Frühe Spuren menschlicher Besiedlung sind in den Höhlen von Xianrendong und Diaotonghuan, wo die ältesten Keramiken der Menschheit gefunden wurden, die auf ein Alter von 20.000 Jahren datiert wurden.
Im Jahr 1989 wurden im Kreis Xingan ausgedehnte Bronze- und Jade-Artefakte aus der Shang-Zeit (ca. 1200 v. Chr.) gefunden. Zusammen mit anderen Funden, wie denen von Sanxingdui in Sichuan (1986) stellten diese die bisher dominierende Vorstellung von einer zentral in den Ebenen Nordchinas (z. B. Henan) entstandenen chinesischen Kultur in Frage und führten zu einer mehr plurizentrischen Sicht des Ursprungs der chinesischen Zivilisation.
Geschichtliche Informationen über die Zeit vor der Eingliederung Jiangxis in das chinesische Stammterritorium sind sehr dünn. Es ist sehr wahrscheinlich, dass das Yue-Volk, welches vor allem im heutigen Zhejiang und Fujian siedelte, auch in Jiangxi heimisch war. Während der Frühlings- und Herbstperiode war der Norden des heutigen Jiangxi Teil des Wu-Reiches, während der Süden unter dem Einfluss der Yue geblieben sein dürfte. Yue wurde 333 v. Chr. durch den Staat Chu zerstört, der 221 v. Chr. durch Qin vernichtet wurde.

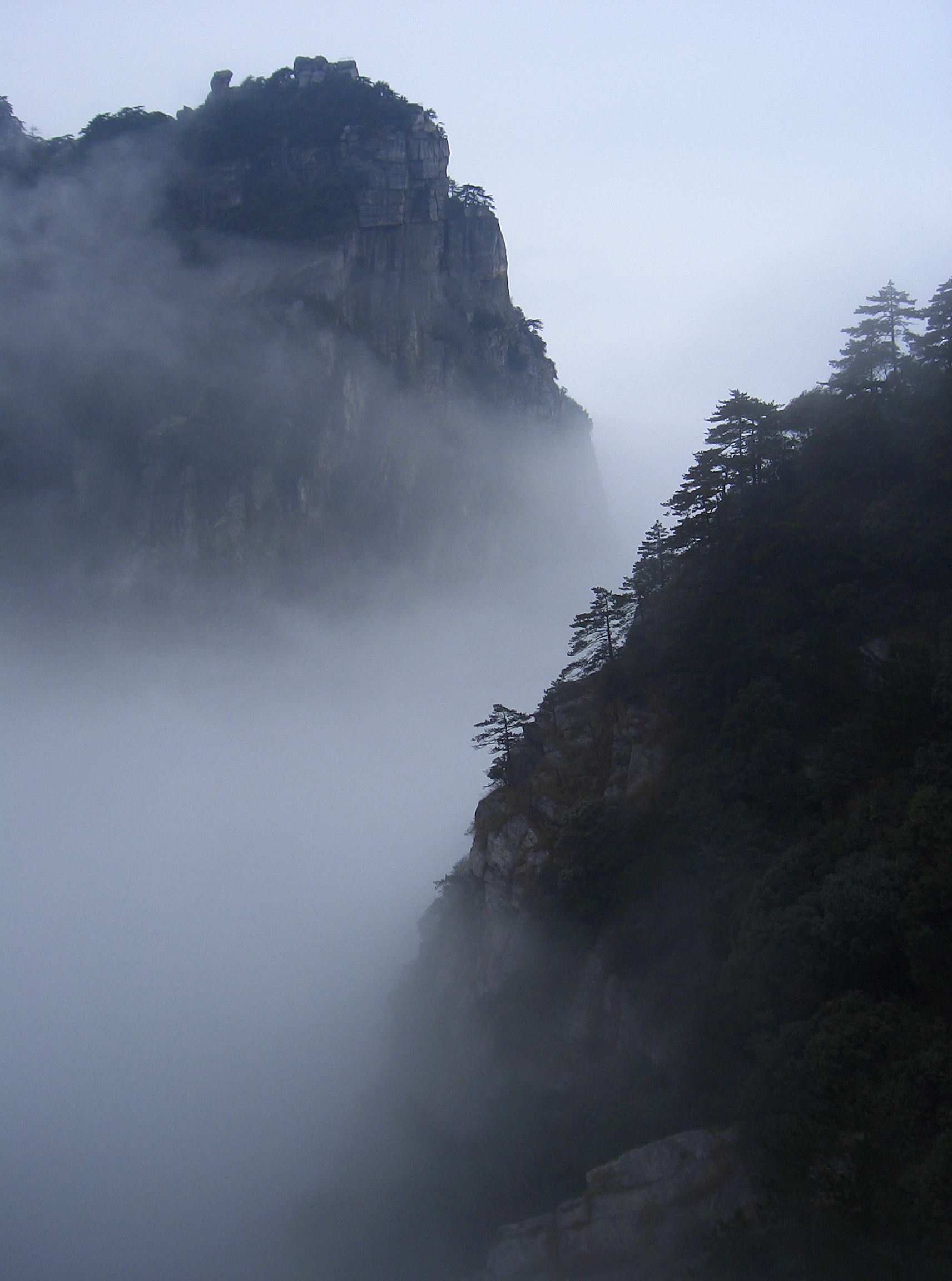
Lushan

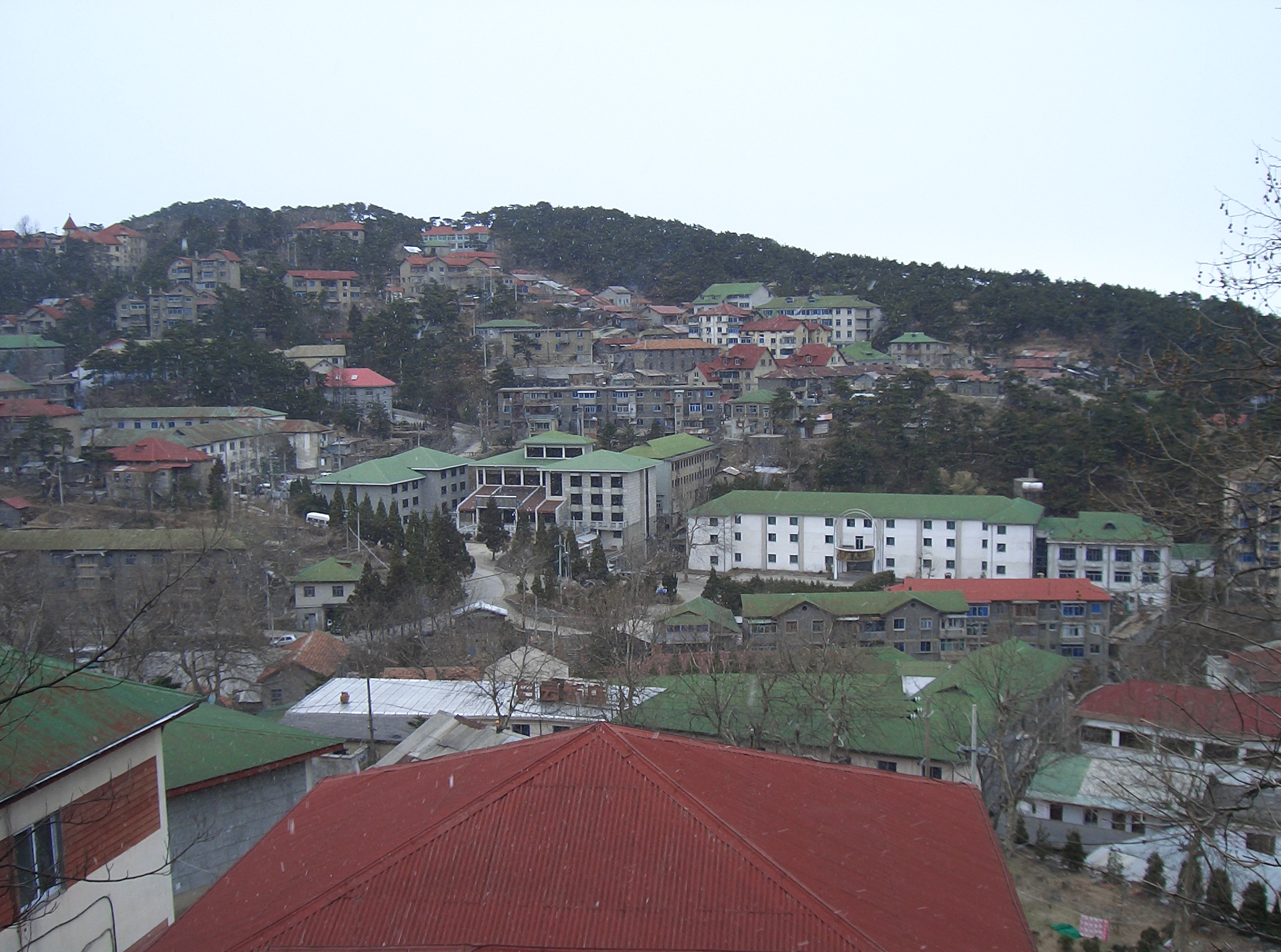
Villen auf dem Lushan

Während der folgenden Qin-Dynastie wurde Jiangxi Teil des ersten vereinigten chinesischen Reiches. Die Qin richteten eine Anzahl von Kommandanturen und Bezirken ein, um das neu gewonnene Land zu verwalten und um die Verkehrswege in Richtung Süden abzusichern. Unter der folgenden Han-Dynastie hatte sich Nanchang etwa schon zu einem bedeutenden Verwaltungszentrum entwickelt.
Das Tal des Gan-Flusses war zunächst jedoch noch nicht von Han besiedelt. Diese strömten erst langsam von Norden her nach Hunan und in die Ebene um den Poyang-See. Es dauerte bis ins 13. Jahrhundert, bis auch der Süden durch die Han besiedelt wurde. Gleichzeitig kam der Nordteil Jiangxis in den Einfluss der Region um Hangzhou und Nanjing, wo Handwerk, Handel und Innovation florierten; im Süden blühte der Abbau von Edelmetallen.
Während der Tang-Dynastie war Jiangxi Teil von Jiangnan (südlich des (Jangtsekiang)-Flusses), welche 733 in einen westlichen und einen östlichen Teil gespalten wurde. Jiangxi gehörte zum westlichen Teil, genannt Jiangnanxi (südwestlich des Flusses), welches sich im Laufe der Zeit zu Jiangxi verkürzte. Es dauerte jedoch noch bis in die Ming-Zeit, bis die Provinz annähernd ihre heutigen Ausdehnungen bekam.
Während des Taiping-Aufstandes wurde als erste Großstadt Nanchang von den Taiping eingenommen. Nachdem die Taiping von den kaiserlichen Truppen zurückgedrängt worden waren, waren Regionen im Osten und Süden Jiangxis unter den Landesteilen, die von den Taiping-Truppen am längsten gehalten wurden. Während der Jahre 1853–1873 nahm die Bevölkerung der Provinz aufgrund der Kriegswirren um etwa sieben Millionen ab. Etwa zur gleichen Zeit erzwingen die ausländischen Mächte im Ergebnis des Opiumkrieges die Öffnung von Jiujiang.
Nach dem Sturz der Qing-Dynastie (1911) erklärte Jiangxi seine Unabhängigkeit vom chinesischen Kaiserhaus. Es blieb danach (1920er Jahre) im Einflussgebiet der Kriegsherren aus der Zhili-Fraktion. Während der Nordexpedition der Kuomintang-Truppen unterstützte Jiangxi zwar die Idee der Vereinigung Chinas, am 1. August 1927 war Jiangxi Schauplatz des Nanchang-Aufstandes, welcher eine Vergeltungsaktion der Kommunisten für das Massaker von Shanghai der Kuomintang im April 1927 war. In diesem Aufstand besetzten 30.000 Soldaten unter Zhou Enlai und Zhu De die Provinzhauptstadt Nanchang, konnten diese aber nur wenige Tage halten. Dieser Aufstand bedeutete eine Änderung der Strategie der Kommunisten, denn es war klar geworden, dass eine Revolution in den Städten nicht zum kommunistischen Sieg führen konnte. Die meisten kommunistischen Truppen zogen sich unter Zhu De in Richtung Guangdong zurück, andere blieben in Westjiangxi, in und um das Jinggangshan-Gebirge, wo sie sich mit den Bauerntruppen Mao Zedongs vereinigten und sich den Angriffen der Kuomintang widersetzten.
Diese Entwicklung führte zur Ausrufung der Chinesischen Sowjetrepublik (November 1929) mit der Hauptstadt Ruijin (瑞金), die deshalb heute noch Alte Rote Hauptstadt (红色故都) oder einfach Rote Hauptstadt genannt wird. Die Region um Ruijin wurde zum Experimentierfeld für kommunistische Politik, die später, während des Bürgerkrieges, in den kommunistisch besetzten Gebieten implementiert wurde. Ruijin musste im Herbst 1934 geräumt werden, was der Anfang des Langen Marsches war. Die Machtbasen der Kommunisten mussten aufgegeben werden und kamen erst wieder im Mai 1949 unter deren Kontrolle.
Seitdem teilte die Provinz weitgehend die Geschicke der Volksrepublik China und trat vor allem durch bedeutende Kongresse der Kommunisten (speziell in Lushan) in Erscheinung.

## Verwaltungsgliederung
Jiangxi setzt sich aus elf bezirksfreien Städten zusammen, die direkt der Provinzregierung unterstehen. Diese bestehen auf Kreisebene aus 61 Kreisen, 27 Stadtbezirken und 11 kreisfreien Städten.
| Verwaltungs- einheit    | Chin.    | Hanyu Pinyin   | Verwaltungs- zentrum | Fläche (km²) | Einwohner (2020) |
| ----------------------- | -------- | -------------- | -------------------- | ------------ | ---------------- |
| Jiangxi                 | 江西省   | Jiāngxī Shěng  | Nanchang             | 166.936,37   | 45.188.635       |
| — Bezirksfreie Städte — |          |                |                      |              |                  |
| Nanchang                | 南昌市   | Nánchāng Shì   | Honggutan            | 7.194,61     | 6.255.007        |
| Jingdezhen              | 景德镇市 | Jǐngdézhèn Shì | Changjiang           | 5.262,17     | 1.618.979        |
| Pingxiang               | 萍乡市   | Píngxiāng Shì  | Anyuan               | 3.831,01     | 1.804.805        |
| Jiujiang                | 九江市   | Jiǔjiāng Shì   | Xunyang              | 19.076,72    | 4.600.276        |
| Xinyu                   | 新余市   | Xīnyú Shì      | Yushui               | 3.160,43     | 1.202.499        |
| Yingtan                 | 鹰潭市   | Yīngtán Shì    | Yuehu                | 3.559,96     | 1.154.223        |
| Ganzhou                 | 赣州市   | Gànzhōu Shì    | Zhanggong            | 39.362,96    | 8.970.014        |
| Ji’an                   | 吉安市   | Jí'ān Shì      | Jizhou               | 25.283,80    | 4.469.176        |
| Yichun                  | 宜春市   | Yíchūn Shì     | Yuanzhou             | 18.669,03    | 5.007.702        |
| Fuzhou (Jiangxi)        | 抚州市   | Fǔzhōu Shì     | Linchuan             | 18.798,43    | 3.614.866        |
| Shangrao                | 上饶市   | Shàngráo Shì   | Xinzhou              | 22.737,25    | 6.491.088        |

## Bevölkerung
| Jahr | Einwohnerzahl |
| ---- | ------------- |
| 1954 | 16.772.865    |
| 1964 | 21.068.019    |
| 1982 | 33.184.827    |
| 1990 | 37.710.177    |
| 2000 | 40.397.598    |
| 2010 | 44.567.797    |
| 2020 | 45.188.635    |

Die Volkszählung 2000 ergab eine Bevölkerung von 41,4 Millionen Personen, womit Jiangxi die am wenigsten dicht besiedelte Provinz Ostchinas ist (251 Ew./km²). Jiangxi hat einen Männerüberschuss. Nur 0,27 % der Bevölkerung zählten sich zu einer der nationalen Minderheiten, wobei die wichtigste Minderheit die She sind. Daneben gibt es Hui, Miao, Yao, Bai und Yi.
Die städtische Bevölkerung für 2000 wird nach der Volkszählung mit 27,7 % angegeben, wobei die größte Stadt Nanchang ist, mit etwa 5 Millionen Einwohnern im Großraum.

### Größte Städte
Die zehn größten Städte der Provinz mit Einwohnerzahlen der eigentlichen städtischen Siedlung auf dem Stand der Volkszählung 2020 sind die folgenden:
| Rang | Stadt    | Einwohnerzahl | Rang | Stadt      | Einwohnerzahl |
| 1    | Nanchang | 3.518.975     | 6    | Pingxiang  | 733.839       |
| 2    | Ganzhou  | 1.778.132     | 7    | Xinyu      | 717.107       |
| 3    | Shangrao | 1.342.220     | 8    | Fuzhou     | 663.329       |
| 4    | Jiujiang | 957.424       | 9    | Jingdezhen | 540.820       |
| 5    | Yichun   | 737.782       | 10   | Fengcheng  | 501.475       |

## Wirtschaft

### Landwirtschaft
Die Landwirtschaft beschäftigt etwa die Hälfte der arbeitenden Bevölkerung Jiangxis und erwirtschaftet etwa ein Viertel des BIP. Etwa die Hälfte des zur Verfügung stehenden Landes wird mit Reis bepflanzt; Jiangxi ist traditionell ein wichtiger Reislieferant für China, die Reisernte der Provinz gehört zu den höchsten des Landes. Andere wichtige landwirtschaftliche Produkte sind Baumwolle, Ölpflanzen (v. a. Raps), Zuckerrohr, Tee und Früchte. Die Forstwirtschaft hat im relativ waldreichen Süden eine hohe Bedeutung, während im Norden die Fischzucht sehr wichtig ist, 82 % des gesamten Fischfanges stammen aus Zuchtbetrieben. Bei der Viehzucht dominieren Schweine (17,5 Millionen im Jahr 2000) und Rinder (3,7 Millionen).

### Industrie
Die Industrie hat einen sehr geringen Anteil am BIP, im Jahr 2000 nur etwa 35 %. Nur 14,4 % der Arbeitnehmer sind in der Industrie beschäftigt. Trotzdem hat die Industrie eine lange Tradition in der Provinz, vor allem die Herstellung von Keramik, welche seit der Song-Zeit in Jingdezhen ansässig ist und von den Vorkommen des Gaoling-Tons profitiert. Neben dem Ton ist Jiangxi reich an anderen natürlichen Ressourcen. Es zählt zu Chinas Hauptlieferanten von Nichteisenmetallen. Bei Uran, Kupfer, Silber und Tantal-Niob verfügt Jiangxi über die größten Vorkommen, daneben fördert es beträchtliche Mengen an Kohle, Zink und Molybdän. Es dominiert die Schwerindustrie: bedeutend sind Nichteisenmetall-Verarbeitung, Eisen- und Stahlindustrie, Keramik, Maschinenbau und Textilherstellung. Im Jahr 2000 produzierten Staatsunternehmen fast 80 % des gesamten Ausstoßes. Jingdezhen gilt nach wie vor als Welthauptstadt des Porzellans.

### Dienstleistungen und Tourismus
Der Dienstleistungssektor trägt mit über 40 % einen außergewöhnlich hohen Anteil zum BIP bei, wobei er 34 % der Arbeitnehmer beschäftigt. Der Transport und Kommunikation sowie Handel und Gastgewerbe sind die mit Abstand wichtigsten Sektoren.
Der internationale Tourismus hat jedoch eine noch relativ geringe Bedeutung, die wichtigsten Anziehungspunkte für den Tourismus sind der Lushan-Nationalpark (庐山), der seit 1996 Weltkulturerbe der UNESCO ist. Er ist bekannt für seine atemberaubende Landschaft; in der Nähe befinden sich mit dem Donglin-Tempel (东林寺) und dem Tiefo-Tempel (铁佛寺) zwei wichtige buddhistische Tempel.
In der Nähe der kleinen Stadt Yingtan (鹰潭) befindet sich mit Longhushan (龙虎山) der Geburtsort des Taoismus. Dort gibt es viele interessante Tempel, Höhlenkomplexe, Berge und Dörfer. Weiters haben die Hauptstadt Nanchang und der Poyang-See eine touristische Bedeutung.

### Energie
Wegen der hohen Niederschlagsmenge und der gebirgigen Oberflächengestalt hat Jiangxi ein hohes Potential für die Energiegewinnung aus Wasserkraft. Sie wird jedoch nur teilweise genutzt; nur etwas mehr als ein Viertel der produzierten Energie stammt aus Wasserkraftwerken.

## Verkehr
Jiangxi stellt schon seit dem chinesischen Altertum eine wichtige Verbindung zwischen der Nordchinesischen Ebene und den Niederungen am Unterlauf des Jangtsekiang und dem südlich gelegenen Guangdong dar. Die Provinz ist deshalb relativ gut an das Verkehrssystem der Volksrepublik angebunden. Es gab im Jahr 2000 2.150 km Eisenbahnlinie, die bedeutendste davon die 947 Kilometer lange Zhejiang-Jiangxi Eisenbahn, die Hangzhou (杭州) und Zhuzhou (株洲) in Hunan verbindet. Von den 37.000 km Straße sind 650 km in einer Qualität, die man Autobahn nennen könnte. Daneben gibt es schiffbare Wasserstraßen mit einer Länge von insgesamt 5.500 km. Die beiden wichtigsten Häfen sind Jiujiang (am Jangtsekiang) und Huangshi.

## Kultur
Jiangxi ist die Heimat des Gan-Dialekts, eine der sieben Dialektgruppen der Chinesischen Sprache. Der Gan-Dialekt wird auf zwei Dritteln des Provinzterritoriums gesprochen und er zerfällt wiederum in Unterdialekte, etwa den Nanchang-Dialekt, den Yichun-Dialekt oder den Ji'an-Dialekt. Putonghua, die Standardsprache der Volksrepublik China, wird jedoch fast überall verstanden. Im Süden gibt es Regionen, wo Hakka siedeln, die ihre eigene Sprache erhalten haben. In den nördlichen Grenzgebieten werden der Hui-Dialekt oder der Wu-Dialekt gesprochen.
Ganju (Jiangxi-Oper) ist die Form der chinesischen Oper, die in Jiangxi beheimatet ist.
Die Küche von Jiangxi ist außerhalb der Provinz nur wenig bekannt. Sie zeichnet sich durch Geschmacksextreme aus, die sich auf den starken Einsatz von Chili und eingelegten oder fermentierten Nahrungsmitteln zurückführen lassen.
Aus Jiangxi stammen viele bedeutende Persönlichkeiten, darunter Tao Yuanming, Wang Anshi und Ouyang Xiu.